# Janina Żurawicka
Janina Żurawicka z domu Fischer (ur. 8 stycznia 1914, zm. 18 września 2006) – polska polonistka i historyczka, profesor nauk humanistycznych, pracowniczka Instytutu Historii im. Tadeusza Manteuffla Polskiej Akademii Nauk.

## Życiorys
Studiowała polonistykę na Uniwersytecie Jana Kazimierza we Lwowie. Po zajęciu Lwowa przez wojska niemieckie, przeniosła się do Warszawy. W latach 50. i 60. XX wieku pracowała w Instytucie Historii im. Tadeusza Manteuffla Polskiej Akademii Nauk, następnie w Archiwum Polskiej Akademii Nauk w Warszawie. Przez wiele lat wchodziła w skład Komitetu Redakcyjnego Kwartalnika Historycznego.  Zajmowała się historią literatury i piśmiennictwa polskiego przełomu XIX i XX wieku oraz historią polskiej inteligencji. Jej mężem był od 1937 r. Seweryn Żurawicki, teoretyk i historyk ekonomii. 
Została pochowana na Cmentarzu Wojskowym na Powązkach w Warszawie (kwatera A-10-9). 

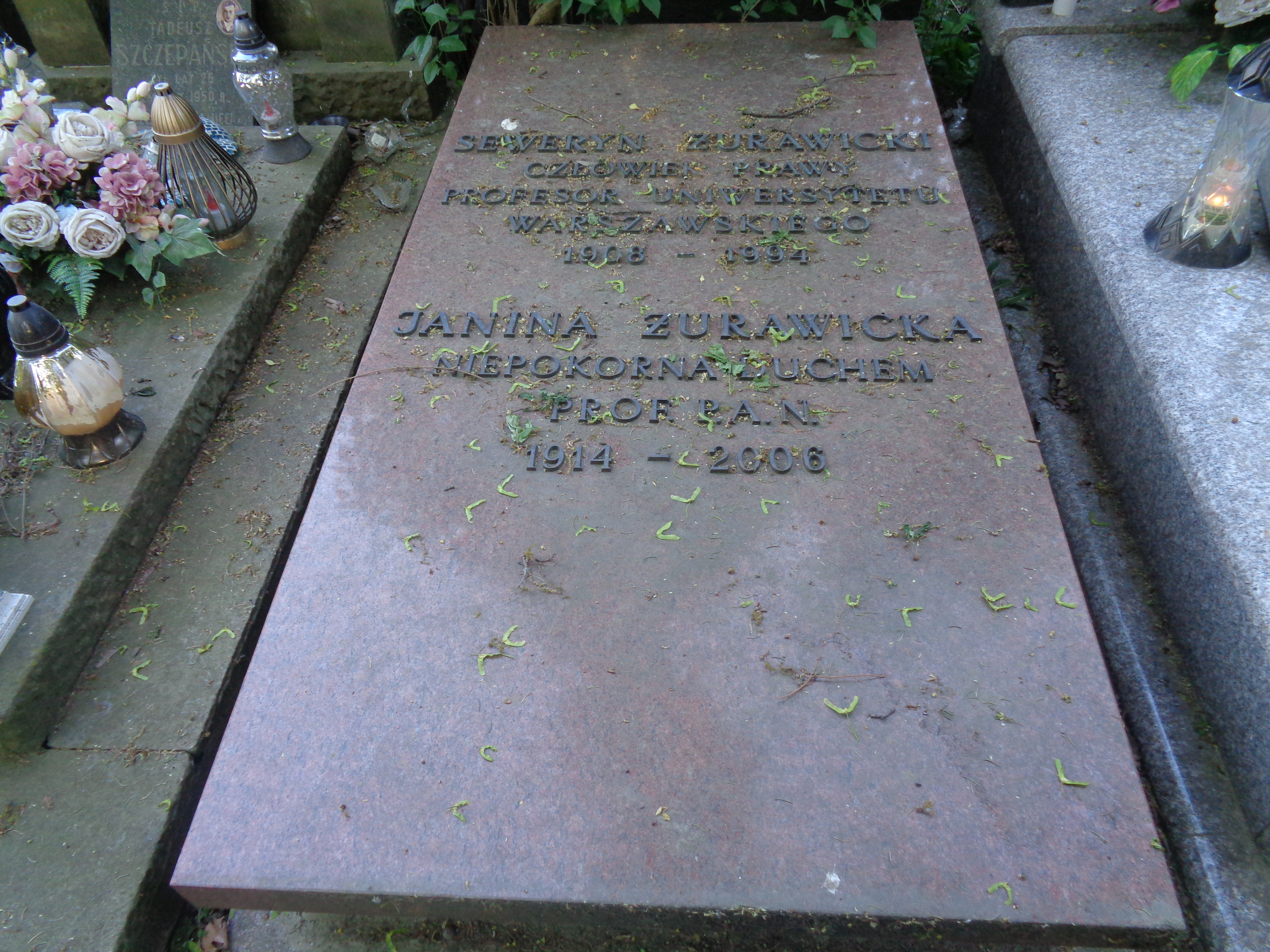
Nagrobek Seweryna i Janiny Żurawieckich na Cmentarzu Wojskowym na Powązkach

## Publikacje
- Lud w ideologii "Głosu" (1886-1894), Kwartalnik Historyczny, Tom 63, Numer 4-5 (1956)
- Zespół redakcji "Głosu" (1886-1894), Rocznik Historii Czasopiśmiennictwa Polskiego 1, 155-183 (1962)
- Czy Żeromski był "głosowiczem"?, Pamiętnik Literacki 56/1, 43-78 (1965)
- Z problematyki formowania się inteligencji warszawskiej i jej świadomości w końcu XIX w. (1969)
- Miejsce Ignacego Radlińskiego w warszawskim środowisku kulturalnym (1974)
- Twórczość naukowa Ignacego Radlińskiego, Wrocław: Ossolineum (1975)
- Inteligencja warszawska w końcu XIX wieku, Warszawa: Państwowe Wydawnictwo Naukowe (1978)